# Lingua ugaritica
La lingua ugaritica (codice ISO 639-3 uga) è conosciuta solamente nella forma scritta, trovata nella città perduta di Ugarit, in Siria, scoperta da archeologi francesi nel 1928. Oggi estinta, era parlata in quelle regioni tra il XIV e il XII secolo a.C. La scoperta dell'ugaritico è stata estremamente importante per gli studiosi del Vecchio Testamento, in quanto ha permesso di chiarire alcuni testi della Bibbia ebraica tramite paralleli tra la cultura israelitica e quella dei popoli del Vicino Oriente.
L'ugaritico fu la più grande scoperta letteraria dal tempo della decifrazione dei geroglifici egizi e della scrittura cuneiforme mesopotamica. Tra i testi letterari scoperti ad Ugarit ci sono la Leggenda di Keret, il Poema epico di Aqhat (o la Leggenda di Danel), il mito di Baal-Aliyan e la Morte di Baal (gli ultimi due riuniti sono conosciuti anche come il Ciclo di Baal), tutti rivelanti una religione cananaica.

## L'alfabeto ugaritico

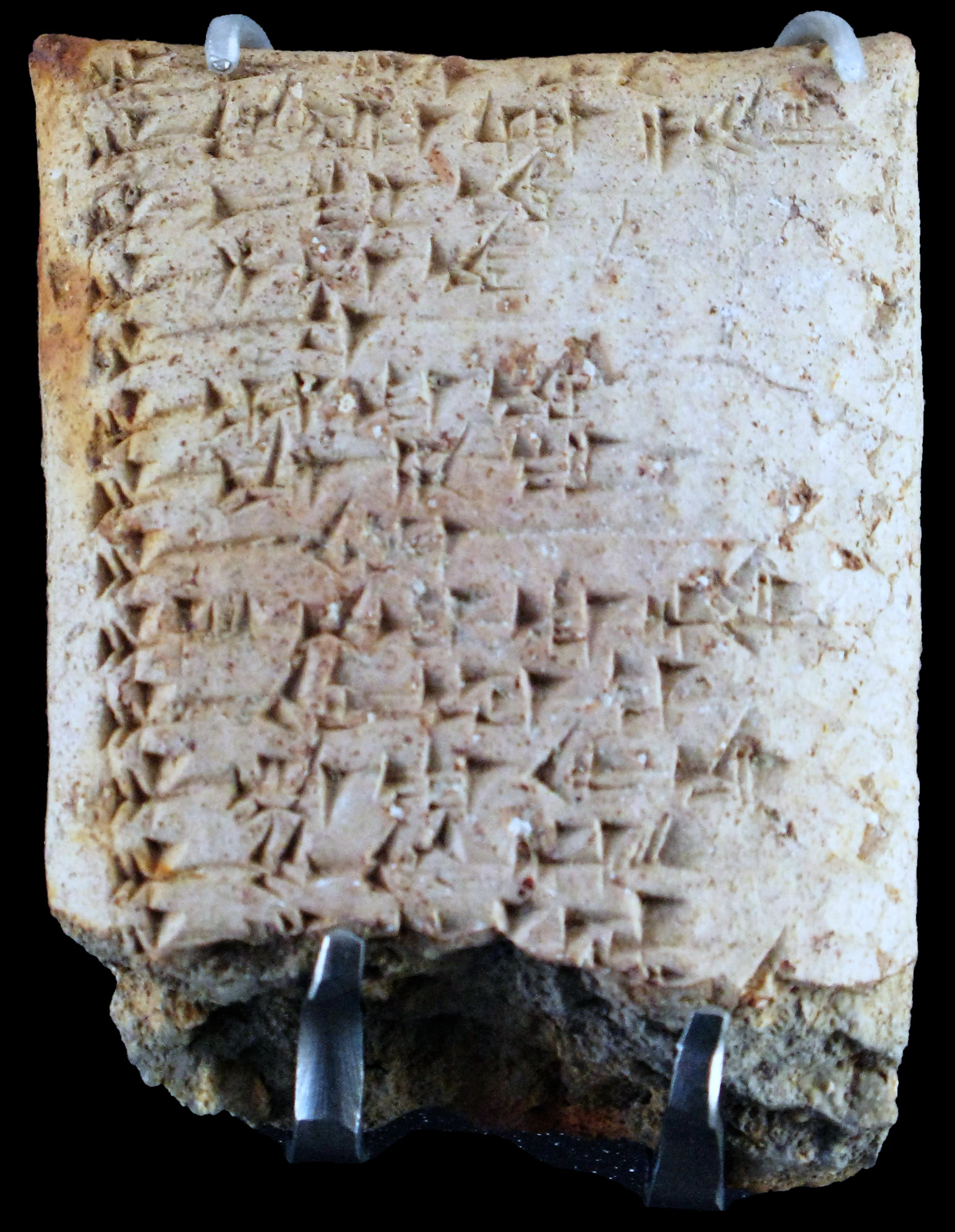
Lista di divinità ugaritiche

L'ugaritico era una lingua semitica scritta in caratteri cuneiformi, che furono adattati all'uso come alfabeto. Questo alfabeto, fra i più vecchi mai rinvenuti, è pertanto diverso da tutte le altre scritture cuneiformi. È da considerarsi piuttosto un alfabeto sillabico. Il cosiddetto alfabeto lungo ha 30 lettere diverse, mentre l'alfabeto corto ne ha 22. All'osservatore casuale, appare molto simile nell'aspetto a una scrittura accadica o assira.
Dall'alfabeto ugaritico, sviluppato dagli scribi intorno al XIV secolo a.C., derivano la maggior parte degli alfabeti moderni (greco, latino, ebraico, cirillico, arabo). Dopo la sua distruzione ad opera dei Popoli del Mare, intorno al 1200 a.C. la scrittura di Ugarit cessò di essere usata ma l'alfabeto trasformatosi in quello conosciuto come alfabeto fenicio si diffuse, col successo a tutti noto.
L'esistenza dell'alfabeto ugaritico è nota da diverse tavolette che riportano l'alfabeto completo. Altre tavolette, in numero minore sono state trovate a Beth Šemeš e danno un ordine diverso, quello detto sud-arabico.
L'alfabeto ugaritico, nella versione più frequente, è composto da ventisette lettere, seguite da tre lettere addizionali, in quest'ordine, secondo la trascrizione usuale delle lingue semitiche:
ʾa, b, g, ḫ, d, h, w, z, ḥ, ṭ, y, k, š, l, m, ḏ, n, ṭ, s, ʿ, p, ṣ, q, r, ṯ, ǵ, t – ʾi, ʾu, s̀ 
La prima lettera non è una vocale (a) ma il fonema [ʔ] seguito da a perché questo alfabeto, come tutti quelli semitici, non ha, di solito, simboli per le vocali.
La presenza di qualche grafema sillabico (come ʾi e ʾu aggiunti in seguito) è un prestito del modello accadico, dove la presenza del simbolo s̀ serve per trascrivere una consonante non semitica.

## Lessico
Il lessico si conosce grazie alle tavolette multilingui rinvenute nel Palazzo Reale.
Ad esempio Ma-al-ku corrisponde al sumero LUGAL, che significa re. Da notare la somiglianza con il fenicio 𐤌𐤋𐤊 mlk, o il siriaco Malco.